# Backstories Concert
Backstories Concert foi lançado em 1998 e conta um pouco da trajetória da banda, além de algumas apresentações.

## Sinopse
Discos de platina em mais de 16 países ao redor do mundo. Todos os ingressos de suas turnês esgotados antecipadamente. Top Hit no ranking da Billboard pelo primeiro álbum. Os maiores prêmios da música internacional desde 1995: Melhor Grupo Internacional e Espetáculo ao Vivo. Prêmio MTV/98 por melhor vídeo em grupo. Este show documentário apresenta o grupo em seus melhores momentos em turnês, viagens e entrevistas inéditas. Assista este DVD e veja por que o BackStreet Boys é considerado um dos maiores sucessos de todos os tempos. 

## Referência
1. ↑  http://www.shoptime.com.br/apollo/vitrineMasterDetail.do?method=show&masterName=maisInfo&placeOrigin=top3MaisInfoShop&position=5&codProd=165248